# Yu-Gi-Oh! 5D's
Yu-Gi-Oh! 5D's är en manga- och animeserie och en fristående uppföljare till serien Yu-Gi-Oh! GX.
Den började sändas som en TV-serie i Japan 2 april 2008 och i USA 13 september 2008. 21 augusti 2009 utkom den även som mangaserie i Japan, berättad av Hirokubo Masahiro och ritad av Satou Masashiden. Mangan har dock inte släppts på engelska än. Det har även getts ut samlar/spelkort baserade på serien.

## Handling
Serien handlar om Yusei Fudo, en ung kille som lever sitt liv på gatorna tillsammans med sina vänner. Domino City har nu blivit uppdelat i två delar: New Domino City (Neo Domino City i den japanska versionen) och Satellite. Rex Goodwin, Domino Citys starke man och den som delade upp staden i två delar, tvingar befolkningen i Satellite att jobba och producera varor åt New Domino City. Området, som utgörs av en ö, används även som ett fängelse för diverse skurkar. Det finns bara en väg därifrån, en "pipeline" som används för att transportera fångar och mat till ön. I serien har man, förutom vanlig duellering, uppfunnit en ny duellmetod: "Riding Duel". Man duellerar på motorcyklar (så kallade "D-Wheels). Till skillnad från vanlig duell börjar man alltid med att spela fieldspellkortet "Speed World", vilket gör att man inte kan spela vanliga spellkort, utan bara använda "Speed Spells". Man använder även Tuner- och Synchromonster. Synchromonster är speciella monster som bara kan tillkallas om man offrar ett Tunermonster och ett eller flera monster tills deras nivå plus Tunermonstrets nivå är den samma som Synchromonstret. Yuseis bästa monster är Synchromonstret "Stardust Dragon". Yusei är som person stel och seriös, men även vänlig och bryr sig om sina vänner. De bor i slummen i Satellite.

### Säsong 1
I första säsongen strävar Yusei att få möta sin rival och exvän, Jack Atlas, som blivit proffsduellant i New Domino City genom att stjäla ett kraftfullt kort från Yusei. Yusei lämnar sin tillvaro i Satellite och ger sig av till New Domino City. Jagad av Rex Goodwins vaktpatruller tar han sig igenom många äventyr innan han till sist hittar Jack. Mitt i en duell mellan dem båda blir Yusei tillfångatagen av Goodwins vakter och förd till Goodwins högkvarter. Där får Yusei veta att han är en "Signer", en människa som blivit utvald att kämpa mot ondska. Signers ska ha funnits ända sedan 3000 f.Kr. i Sydamerika. De andra "Signers" är, vad man vet, Jack och Yuseis båda vänner Luna (Ruka i japanska versionen) och Akiza Izinski (Aki Izayoi i japanska versionen). Först efter att ha besegrat vaktchefen i en duell lyckas Yusei fly därifrån. Yusei hamnar till slut i en stor cup-tävling, organiserad av Goodwins medarbetare med syfte att avslöja alla Signers. Här möter han åter Jack i en duell, men Crimson Dragon (en drakgud med gudomliga krafter) dyker upp och teleporterar iväg Yusei, Jack, Luna och Akiza till en annan dimension. Säsongen slutar med en duell mellan Yusei och Jack, en duell som delvis återför vänskapen mellan dem.

### Säsong 2
I andra säsongen måste Yusei och de andra Signers kämpa mot "The Dark Signers". The Dark Signers är raka motsatsen till Signers och försöker täcka världen i mörker. De leds i hemlighet av Rex Goodwin, som blivit ledare för "The Signers", och av hans äldre bror, Roman Goodwin. Efter att Crimson Dragon dykt upp under tävlingen börjar The Dark Signers propagera för att draken är ett ondskans sändebud och ber folket i Satellite att ansluta sig till dem för att få frälsning. De vill öppna en port till underjorden mitt inne i Satellite. Trots att Yusei misstror Rex, accepterar han dennes hjälp för att få mera kunskap om The Dark Signers.
Yusei återvänder till Satellite för att hjälpa sina återstående vänner mot den nya faran. The Dark Signers visar sig vara personer som återvänt från de döda i sina strävanden efter makt, hämnd eller ouppklarade affärer. The Dark Signers utmanar Yusei och hans vänner på skugg-dueller (en speciell form av kort-duell där man tar alla skador från korten på riktigt). The Dark Signers blir besegrade, men de uppnår sitt mål. De öppnar porten till underjorden och åkallar "Helvetets furste", en mäktig demon.
Säsongen slutar med en stor duell mellan å ena sidan Yusei, Jack och deras vän Crow, å andra sidan Rex Goodwin, som nu avslöjat sig som ledare för både The Signers och The Dark Signers. Rex besegrar Crow och Jack men blir själv besegrad av Yusei. När Yusei vunnit striden dyker Crimson Dragon upp och flyger rätt igenom Demonfursten. Yusei, som hoppat upp på drakens rygg, ser båda bröderna Goodwin, nu renade från mörkrets kraft, stå i ett vitt ljus som för dem bort därifrån precis när draken flyger igenom demonen. Efter att draken flugit igenom lyser ett vitt sken upp inifrån monstret och den försvinner in i ljusskenet. De övriga medlemmarna i The Dark Signers blir också renade och minns inte sin tid som tjänare åt mörkret.

## Kuriosa
TV-serien har även släppts på DVD:
- 2008 släpptes två boxar som innehöll episod 1-6
- 2009 släpptes fyra boxar till som innehöll episod 7-18
- 2010 släpptes slutligen episod 19-23 i två boxar.

Kazuki Takahashi, Yu-Gi-Ohs skapare, hade lovat sig själv att Yu-Gi-Oh! GX skulle bli den sista i Yu-Gi-Oh!-serien. Han blev dock tvungen att ge med sig när produktionsledningen för mangan och TV:s ledning presenterade förslag till nya Yu-Gi-Oh! 5D, med löfte om att den skulle bli den sista delen i serien. Men Konami kom senare med nyheter om ännu en serie, Yu-Gi-Oh! Zexal, vilken började sändas på japanska TV Tokyo den 11 april 2011.